# Tratado de Vervins

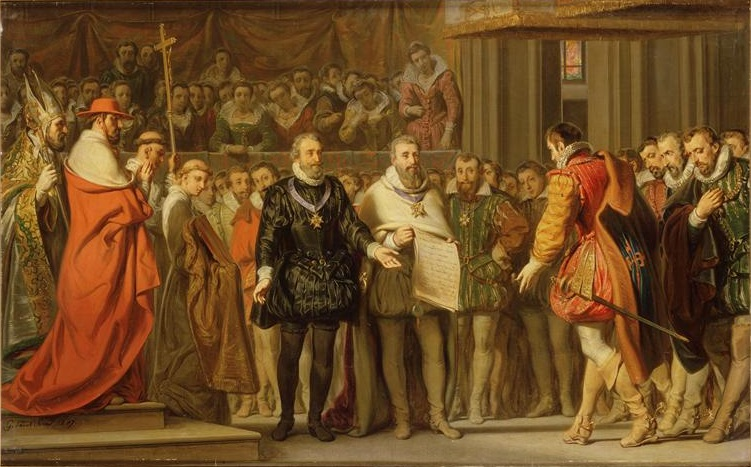
Signature du traité de paix de Vervins de Gillot Saint-Evre (1837)

A Paz de Vervins ou Tratado de Vervins foi assinado entre os representantes de Henrique IV de França e Filipe II de Espanha sob os auspícios dos legados papais de Clemente VIII, em 2 de maio de 1598 na pequena cidade de Vervins na Picardia, norte da França, perto do território dos Países Baixos Habsburgo.

## Antecedentes
Henrique havia declarado guerra à Espanha em 1595 e após a vitória no Cerco de Amiens em 1597, ele então promulgou o Édito de Nantes, em 13 de abril do ano seguinte. O Édito efetivamente pôs fim às Guerras de Religião na França, incluindo a Campanha da Bretanha, que se espalhou para um conflito em toda a Europa.

## Tratado
As partes do tratado foram hospedadas por Guillemette de Coucy, co-seigneur de Vervins, em seu Châteauneuf de Vervins (fr) Perto dos Países Baixos espanhóis, a região de Thiérache sofreu muitos danos nos recentes combates. Suas numerosas igrejas fortificadas do século 16 ainda dão testemunho hoje.
Os termos foram elaborados sob os auspícios do legado papal de Clemente VIII, Alessandro de Médici, o "arquiteto do tratado", de acordo com Bernard Barbiche.
Por seus termos, Filipe reconheceu o ex-protestante Henrique como rei da França e retirou suas forças do território francês, privando os remanescentes da vacilante Liga Católica de seu apoio. Além disso, a cidade de vital importância de Calais e a fortaleza costeira de Risban, que havia sido capturada pelos espanhóis em 1596, foram devolvidas aos franceses.

## Consequências
Filipe morreu em 13 de setembro, mas seu herdeiro Filipe III respeitou os termos do tratado. Carlo Emanuele, duque de Saboia, que havia se abstido do tratado, foi derrotado por Henrique IV em 1599. Ele assinou um Tratado separado de Lyon com Henrique em 1601.
Alguns historiadores viram isso como a derrota final de Filipe II, que havia promovido causas dinásticas através da defesa de princípios ultracatólicos, e um sinal da longa queda da Espanha dos Habsburgos e do aumento gradual da hegemonia europeia da França durante o Grand Siècle que se seguiu.